# バックアイ
バックアイ（Buckeye）は、アメリカ合衆国アリゾナ州のマリコパ郡にある都市。人口は9万1502人（2020年）。州都フェニックスの西48キロメートルに位置している。

## 概要
「バックアイ」とはアメリカトチノキの通称である。市の面積は州内最大だが開発されているのは灌漑設備がある地区に限られている。近年は農地から住宅地への転換が進行している。2018年の人口増加率は全米最高位だった。

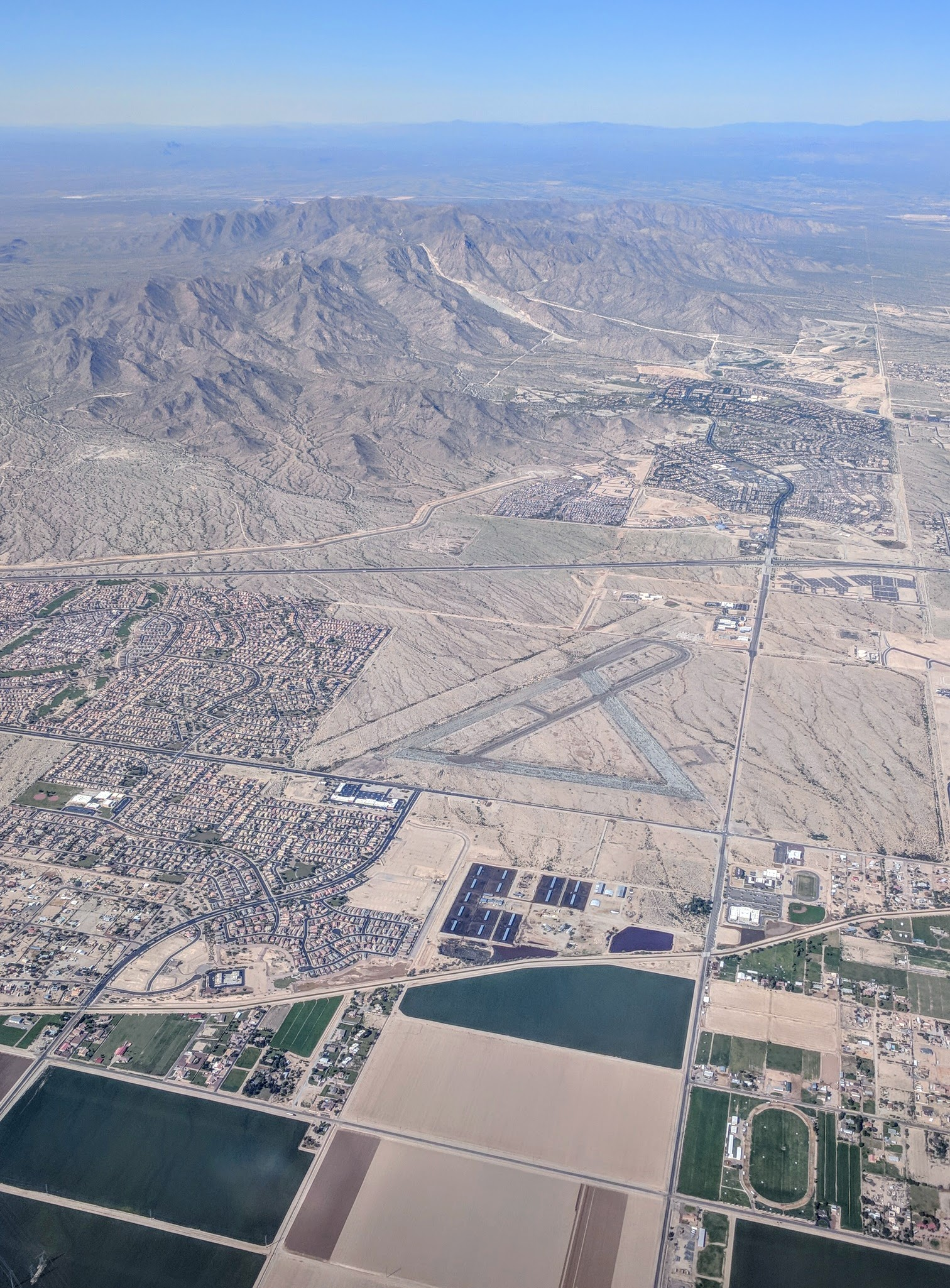
バックアイ北東部